# Franciska Clausen
Franciska Clausen (født 7. januar 1899 i Åbenrå; død 5. marts 1986 sammesteds) var en dansk kunstmaler. 
Hun blev uddannet i Danmark, Tyskland og i Paris, og blev særlig i udlandet kendt for sin abstrakte kunst. 
Til ære for hende har Det Kongelige Akademi for de skønne Kunster indstiftet Franciska Clausen Medaljen, uddelt siden 2017. 

## Uddannelse og kunstneriske udvikling
Franciska Clausen var datter af købmand Peter Clausen og Kirstine Marie f. Olufsen. Hun voksede op i Aabenraa i den velhavende, kultiverede og dansksindede købmandsfamilie. Som en del af sin almene dannelse fik hun 1915 privatundervisning hos maleren Jacob Nöbbe i Flensborg.
1916 studerede hun et år på Grossherzogliche Kunstschule i Weimar, det senere Bauhaus. Denne undervisning blev efterfulgt af studier på Frauenakademie i München frem til 1919. Efter Genforeningen i 1920 gik hun en tid på Kunstakademiet i København.
Lige fra sin studietid opsøgte hun kunstskoler, hvor hun mente at den maleriske retning kunne kaste ny inspiration af sig. Hun fulgte en traditionel undervisning på kunstskoler og akademier i Tyskland og i Danmark og desuden fået undervisning på ekspressionisten Hans Hofmanns private kunstskole i München, hvorefter hun i 1922 rejste til Berlin. Her kontaktede hun den ungarske maler og billedhugger László Moholy-Nagy, som hun studerede hos i tre måneder.
I dialog med Piet Mondrians neoplasticisme fandt hun sin egen udtryksform med cirklen som det dominerende billedelement. Franciska Clausen var medlem af den internationale kunstnergruppe Cercle et Carré og vendte efter dennes opløsning 1931 hjem til Aabenraa, hvor hun på grund af manglende forståelse for hendes kunst i stedet helligede sig i stedet en levebrødsbeskæftigelse som naturalistisk portrætmaler og har bl.a. malet portrætter af Dronning Margrethe og Dronning Ingrid. Portrættet af Dronning Ingrid kan ses i Billedsalen på Folkehjem i Aabenraa.
Clausen debuterede i maj 1923 på Grosse Berliner Kunstausstellung sammen med den avantgardistiske "Novembergruppe" (1918-1933). Clausen udstillede flere gange i 1920’erne bl.a. i Paris og New York. Hun var i Paris elev af Fernand Léger, som hun havde et meget nært forhold til og var hans elskerinde.
Hun udstillede to gange med surrealistisk kunst i 1935 og 1937, hendes eneste udstillinger i næsten 20 år. Hun isolerede sig i Åbenrå, ophørte med at male modernistisk og levede af at være portrætmaler. Først efter 1945 har hendes pionerindsats vundet almen anerkendelse herhjemme.
Efter moderens død i 1958 overtog hun barndomshjemmet, indtil hun de sidste år af sit liv flyttede til en beskyttet bolig. Her var hun omgivet af sin kunst i kasser og skuffer og i gennem mange år var hun kendt som en særpræget personlighed i byen.
Ved sin død i 1986 efterlod Franciska Clausen sig en stor samling, der fra 1990 var udstillet i en separat afdeling på kunstmuseet Trapholt. I 2011 blev Francisca Clausen-samlingen flyttet til Brundlund Slot i Aabenraa, som er Franciska Clausens fødeby. Franciska Clausen var medlem af Grænselandsudstillingen, en sammenslutning af udøvende kunstnere, som er født i eller bor i grænselandet.

## Hæder
Hun er bl.a. hædret ved Franciska Clausens Plads i Carlsberg Byen i København. 
I 2016 indstiftede Det Kongelige Akademi for de Skønne Kunster kunstprisen Franciska Clausen Medaljen til ære og minde om Franciska Clausen. Medaljen er uddelt siden 2017.

## Priser og udmærkelser
- 1966: Tagea Brandts Rejselegat
- 1977: Thorvaldsen Medaillen
- 1979: Statens Kunstfonds hædersydelse

- Gravsten på Åbenrå Kirkegård